# Thuidium bifarium
Thuidium bifarium là một loài rêu trong họ Thuidiaceae. Loài này được Bosch & Sande Lac. mô tả khoa học đầu tiên năm 1865.